# 真紅遊俠
《真红游侠》是中国漫画家佟遥画的中国漫画，故事里传说中的宝剑掀起了王者争夺战。主角王子亚瑟与游侠迪迪卡兵分两路上王都。获第5届金龙奖最佳少年漫画提名奖。